# Ferrari F430 Challenge
El Ferrari F430 Challenge es un automóvil de carreras construido por Ferrari. Se basa directamente en el Ferrari F430 estándar y utiliza el mismo motor V8 de 4.3L. Fue presentado en el Salón del Automóvil de Fráncfort de 2005, y está concebido para competir en la Copa Ferrari Challenge, en sustitución del Ferrari 360 con el que se compitió en la Challenge desde 2007 a 2010.

## Reseña

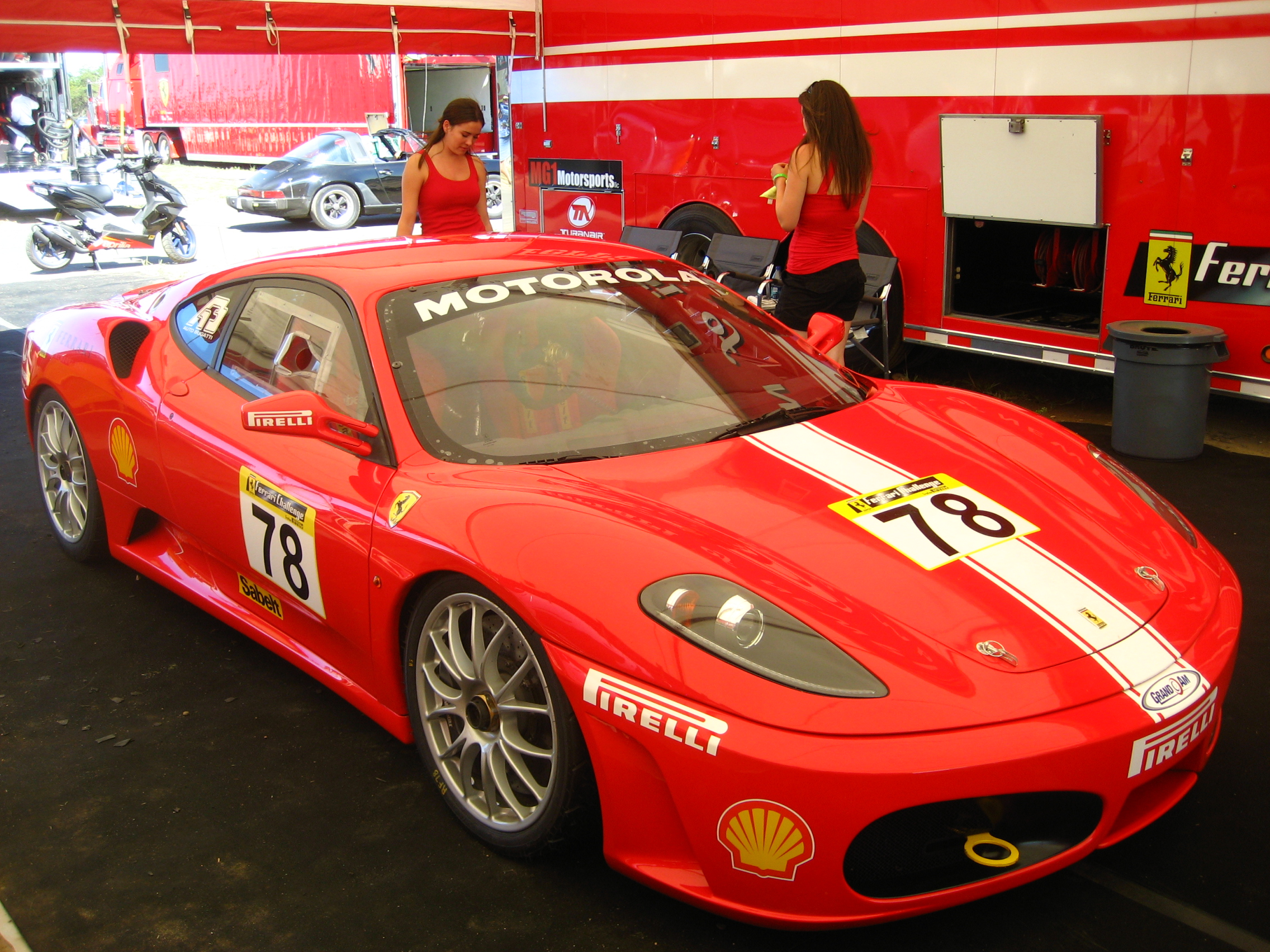
Ferrari F430 Challenge en el New Jersey Motorsports Park.

El F430 Challenge se basa completamente en el Ferrari F430 de carretera. Se mantuvo el motor, y la carrocería cuerpo recibió muy pocos cambios de estilo. La transmisión se deriva del programa de Fórmula 1 de Ferrari, y ofrece los mismos 150 ms como en el F430 regular. Se modificaron la quinta y sexta marcha, así como la relación de transmisión final, para el Desafío (Ferraro Challenge). Los esfuerzos por ahorrar peso han afectado todas las áreas del vehículo, el más notable de los cuales es la cabina. En el interior, el F430 Challenge no tiene alfombras o equipo de música y los asientos de serie han sido reemplazados por asientos de carreras completos, así como el volante fue cambiado por una versión de carreras, que puede separarse con facilidad para facilitar el acceso del coche. También tiene un botón para comunicarse por radio con boxes, y para interactuar con la pantalla del instrumento digital. Una jaula antivuelco y un arnés completo de carreras también están presentes en la cabina del piloto. La caja de cambios estándar de modo "RACE" característica se ha mantenido. El sistema de control de tracción está desactivado de forma permanente, junto con el sistema de estabilidad. A pesar de ello, mantiene los frenos antibloqueo y ASR. Las modificaciones de carreras están presentes en la mayoría de todos los componentes, con la configuración de la suspensión modificada para las carreras.

## Rendimiento
El motor es el mismo que en el F430 estándar, un V8 a 90° de 4.3 litros. La salida sigue siendo la misma de 483 hp (360 kW), así como el torque en 465 N·m. El motor está equipado con un  doble árbol de levas y contiene 4 válvulas por cilindro. El motor es de aspiración natural, montado detrás de la cabina, y distribuido longitudinalmente.
La transmisión es la manual de 6 velocidades de la F430. La transmisión utiliza tecnología Fórmula 1 y puede cambiar de marcha en 150 ms. Los frenos utilizan carbono cerámico, que es muy resistente al debilitamiento de los frenos. Tanto la suspensión delantera como la trasera utilizan doble espoleta y barras antivuelco. El sistema de escape se actualiza en el Challenge, colocando los puertos de salida más alto en la parte trasera del coche. La parte posterior también incluye una nueva parrilla para ayudar a extraer el calor del motor.